# Атјенвил
Атјенвил (фр. Athienville) насеље је и општина у североисточној Француској у региону Лорена, у департману Мерт и Мозел која припада префектури Линевил.
По подацима из 2011. године у општини је живело 171 становника, а густина насељености је износила 13,19 становника/km². Општина се простире на површини од 12,96 km². Налази се на средњој надморској висини од 235 метара (максималној 335 m, а минималној 212 m).

## Демографија
| 1962. | 1968. | 1975. | 1982. | 1990. | 1999. | 2011. |
| ----- | ----- | ----- | ----- | ----- | ----- | ----- |
| 152   | 185   | 160   | 177   | 182   | 172   | 171   |

График промене броја становника у току последњих година